# Virgin Racing (Formula–E)
A Virgin Racing Formula E Team egy brit Formula–E-s csapat, melynek tulajdonosa a Virgin Group. Az elektromos autók bajnokságában, a Formula–E-ben versenyeznek. A csapat pilótája Jean-Éric Vergne és Sam Bird.

## Története
2015. május 7-én bejelentették, hogy technológiai partner kapcsolatba léptek a Citroënnel. Július 27-én a 2015-ös londoni versenyhétvégén jelentették be, hogy a 2015–2016-os szezontól motorpartnereként csatlakozik a Citroën DS a csapathoz. Az idei év elején a Citroën elkezdte kifejleszteni teljes elektromos hajtásláncát a Virgin Racing jövő évi autójához, beleértve a váltót, az invertert és a motort.

### Az első szezon (2014–2015)
Az első versenyt Pekingben rendezték, ahol a kvalifikáción Jaime Alguersuari a 7. legjobb időt érte el, de mivel Franck Montagny 3 rajthelyes büntetést kapott, mert a zöld lámpa felvillanása előtt hagyta el a boxutcát ezért 1 hellyel előrébb került. Sam Bird a 12. időt érte el, de Sébastien Buemi 10 rajthelyes büntetést kapott váltócsere miatt ezért ő is 1 hellyel előrébb került a rajtrácson. A verseny során a pontszerző helyek valamelyikén haladtak, majd a verseny utolsó körében Nick Heidfeld és Nicolas Prost összeütközött az első két helyen, így Lucas di Grassi nyerte meg a futamot Franck Montagny és Daniel Abt követett a célban. Az ABT Audi csapat viszont nem tarthatta meg kettős dobogóját, hiszen Daniel Abt megengedettnél több elektromos energia használata miatt utólagosan bokszáthajtásnak megfelelő időbüntetést róttak ki, amivel egészen a 10. helyig csúszott vissza. A pódiumra így már Bird állhatott fel és Alguersuari a 11. helyen ért célba, amivel lemaradt a pontszerzésről.
Putrajayában az időmérőn Bird a 3. legjobb időt érte el, de egy hellyel előrébb került mivel a pole-t megszerző Nicolas Prost pekingi utolsó körös incidense miatt 10 helyes büntetést kapott. A futamon Bird hamar megelőzte az élen haladó Oriol Serviánt. Az újraindítást követően remek tempóba kezdett az élen, és 3 kör alatt 7 másodperc előnyt épített ki magának üldözőivel szemben. A 17. kör végén az egész élboly a bokszba hajtott autót cserélni, Bird viszont még két körig kint tudott maradni a pályán. A bokszkiállásokat követően a korábban más taktikára álló Abt került az élre, jó 20 másodperccel megelőzve Birdöt, aki a többiekkel szemben továbbra is őrizte megnyugtató, 7-8 másodperces előnyét. A verseny vége felé a német 4-5 másodperceket lassult, majd 4 körrel a vége előtt Bird simán elment mellette, ezzel megszerezte a győzelmet. Alguersuari a 9. helyen ért célba és övé lett a futam leggyorsabb körideje, amiért 2 pont járt.

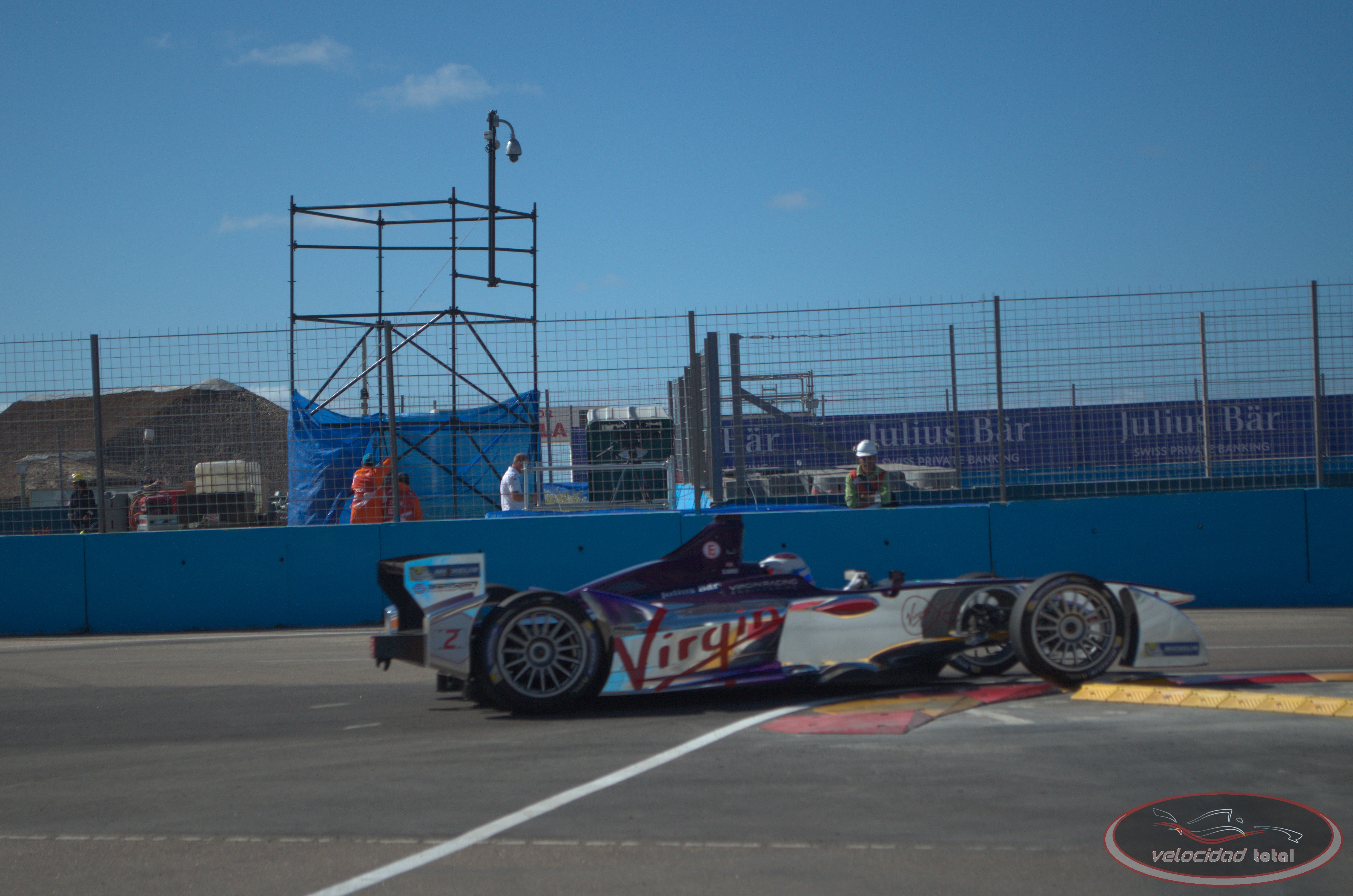
Sam Bird a Virgin volánja mögött Uruguayban.

Uruguayban megrendezett kvalifikáción Jaime Alguersuari az 5. időt érte el. A verseny 3. körében  Nick Heidfeld a FanBoost révén megelőzte Alguersuarit, így vissza esett a spanyol a 6. helyre. Ugyanebben a körben Sam Bird az első síkán rázókövén átrepülve a szemközti falnak ütközött, összetörve az autót. A csattanás követően a biztonsági autót beküldték a pályára. Alguersuari végül az 5. helyen fejezte be a szezon 3. versenyét. Buenos Aires városában Bird az előkelő 4. rajtkockát szerezte meg, míg csapattársa a 2. legjobb időt érte el. A versenyen Heidfeld lerajtolta Alugersuarit. Di Grassi a második körben megelőzte Sam Bird-öt, majd a harmadik Alugersuarit vette üldözőbe. A 15. körben Heidfeld mellett a 7-es kanyarban Alugersuari és Bird is elment. A 33. körben ütközött Daniel Abt és Alugersuari, de egyikük sem esett ki a versenyből. A Miamiban megrendezett versenyhétvégén az időmérőn Bird ismét megszerezte a 4. rajtkockát, míg Alugersuari a 9. időt érte el. Az első körben Sam Bird átugrotta Prostot és a hetedik helyig visszacsúszó Nelson Piquet-t, a második helyre lépett fel a vezetést megőrző Jean-Éric Vergne mögé. A 19. körben egy sikertelen kísérlet után  átvette a vezetést, miután a kör végén Jean-Éric Vergne a bokszba hajtott. A versenyt végül a 8. helyen fejezte be, csapattársa pedig a 11. lett.
A szezon második amerikai versenyét Long Beach utcáin rendezték meg. A kvalifikáción a csapat brit pilótája a 11., spanyol csapattársa a 14. rajtkockát szerezte meg. Sam Bird az első körben kiesett, odacsapta az autóját a falnak. Alugersuari a 8. helyen ért célba, amivel 4 pontot szerzett csapatának és saját magának. Monacóban a 8. időt érte el a spanyol pilóta, de 10 rajthelyes büntetést kapott az autóján történt változtatások miatt. Csapattársa a 4. helyen végzett. Berlin egykori katonai repülőterén rendezték meg a 8. versenyt a szezonban. A csapat pilótái a 14. és a 15. rajtkockát szerezték meg. A versenyen Sam Bird révén a 8. helyen végzett a csapat, míg a másik pilótája a csapatnak 12. lett. Moszkvában sem az az időmérő edzésen, sem a versenyen nem remekelt a csapat.
Londonban az 1. versenyen előtt a bejelentették, hogy a 2013-as GP2-es bajnok Fabio Leimer lesz a Virgin pilótája Jaime Alguersuari helyett, mivel a spanyol versenyző licencét egészségügyi okokból felfüggesztette a Nemzetközi Automobil Szövetség. Az angol pilóta a 9., míg újonc csapattársa az utolsó 20. időt érte el. A futamon Sam Bird a 6. lett, svájci kollégája 14. lett. A második verseny kvalifikációján Bird a 4., Fabio Leimer 17. rajtkockát szerezte meg. A versenyen Leimer és de Silvestro az ötödik körben összeütközött, repült az első szárny véglapja, de mindketten folytatni tudták. A 19. körben Fabio Laimer a falnak csapódott a Virginnel, így a 20. körben a pályára lépett a biztonsági autó, összesűrítve a mezőnyt. Az újraindítás Sam Bird megelőzte Duvalt. A több energiával rendelkező Bird pedig üldözőbe vette Sarrazint is, majd Bird a 26. körben megérkezett a franciára. Az utolsó körben Bird keményen csatázott Sarrazinnal, összeértek, de senki sem esett ki, maradt a sorrend közöttük. Majd jött a döntés, miszerint áthajtásos büntetés Sarrazinnak, aki elvesztette ezzel az első helyet, Bird hazai közönség előtt nyert. Ez volt a szezonbeli második győzelme a brit pilótának.
Az összetett bajnokságban Sam Bird az 5., Jaime Alguersuari a 13., Fabio Leimer pedig a 32. helyen végzett. A konstruktőrök versenyében a csapat az 5. helyen végzett 133 ponttal.

### 2015–2016

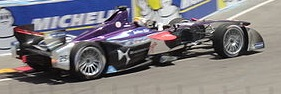
Vergne a Punta del Este nagydíjon.

A tavalyi szezon után Bird maradt a csapattal és új csapattársa Jean-Éric Vergne lett, aki az Andretti csapatától érkezett. A pekingi szezonnyitó hétvégén a kvalifikáción Jean-Éric Vergne 5., míg Sam Bird a 9. legjobb időt érte el. A futamon sokáig a csapat mindkét pilótája Bruno Sennával harcolt. Az újraindítás után Bird megelőzte Duvalt, de pár kanyarral később blokkolt féktáv alatt, több helyet is veszített. Az erős kezdés után Vergne-t egyre többen előzték meg. A két Virgin-autó elkezdett spórolni, a 13. körben folyamatosan estek hátra, egyre jobban merült az akkumulátor a kocsikban. Végül a brit pilóta 7. lett, míg francia csapattársa csak a 12. pozícióban ért célba. Malajziában a 13. és 14. időt érte el a kvalifikáción Vergne és Bird. Az első kanyarban Jean-Éric Vergne első kereke tört ki balesetben. Az utolsó négy körben, Duval autója lelassult, Sam Bird pedig megelőzte őt. Ezzel a 2. helyre került, amit a verseny további részében megőrzött. 
Uruguayban Vergne a 17. időt érte el, míg Bird a 3. helyet szerezte meg. A rajt után a brit pilóta megelőzte Loïc Duvalt és feljött a második helyre. Sébastien Buemi nagyon gyorsan zárkózott fel és hamar megelőzte a britet, akit Loïc Duval nem sokkal később visszaelőzött. Jean-Éric Vergne a 17. rajtpozícióból a 7. helyig zárkózott fel, ebben segítségére volt a FanBoost, amelyet Sarrazinnel és Birddel együtt kapott meg. Bird a 17. körben feladni kényszerült a versenyt. Argentínában Jean-Éric Vergne ételmérgezéssel volt beteg, és ha nemtudta volna vállalni a versenyt akkor a WTCC címvédője, José María López ült volna a helyén autóba, aki üléspróbán is járt a csapatnál. Végül Jean-Éric Vergne vállalta a versenyzést és a 15. helyre kvalifikálta autóját. Csapattársa saját maga és csapata első pole pozícióját szerezte a sorozatban. Bueminek hét körrel a leintés előtt agresszívan támadta a brit pilótát, de egyik próbálkozása sem járt sikerrel. Sam Bird klasszikus rajt-cél győzelmet aratott, így karrierje harmadik győzelmét szerezte a tavalyelőtti putrajayai és a tavalyi londoni győzelmek óta. Vergne lemaradt a pontszerzésről, mivel csak a 11. pozícióban ért célba. Mexikóban Jean-Éric Vergne a 6. Sam Bird a 11 időt érte el a kvalifikáción. A futamon a brit a 6. helyen ért célba, míg francia csapattársa egy kör hátrányban a 16. lett. Long Beach utcáin António Félix da Costa szerezte meg az első pozíciót és őt követte Bird. Később da Costa autóját szabálytalannak nyilvánították és kizárták az időmérőről, így csak a rajtrács másik végéről, a 18. helyről kezdhette meg a versenyt. A pole-t és az ezzel járó három pontot így Sam Bird örökölte meg. Vergne ennek köszönhetően előre lépett a 11. helyre. A rajtnál gond nélkül eljött a mezőny, Bird megtartotta a vezetést di Grassi és Sarrazin előtt. Néhány körrel később az élen haladó Birdre végig tapadó di Grassi sikeres manővert hajtott végre, így átvéve a vezetést, amit a bokszkiállások után is képes volt megtartani. Hamarosan pedig a brit hibázott, amikor a gumifalnak csúszott, de autójában nem keletkezett kár, így a 7. helyen vissza tudott állni a küzdelembe. Vezetői hiba okozta kicsúszását, hiszen rosszul mérte fel a hideg gumik viselkedését. Végül Jérôme d’Ambrosiót megelőzve a 6. lett, csapattársát a 13. helyen rangsorolták.
Párizs utcáin a kvalifikáción ismét Sam Bird szerezte meg az első rajtkockát, míg Vergne a harmadik időt érte el. Birdet a verseny rajtjánál nemcsak di Grassi, de csapattársa, Jean-Éric Vergne is megelőzte. A francia megkapta a rajongók által megszavazott FanBoostot a versenyre. Bár a Virgin versenyzői rövid időre 1,5 másodpercre csökkentették di Grassi előnyét, amely korábban a 3-at is elérte, inkább egymással bonyolódtak csatába. Az autók össze is értek, de Birdnek nem sikerült megszereznie a második helyet, viszont ismét kezdtek lemaradni a braziltól. Di Grassi, Vergne és Bird sorrendje változatlan maradt a kiállások után, Buemi pedig a negyedik pozícióba lépett fel.  A brit pilóta hibázott, a bukótérbe szaladt az 1-es kanyarban, és a 6. pozícióba esett vissza. Jean-Éric Vergne második lett hazai futamán, Bird saját hibájának köszönhetően a hatodik lett.

## Teljes Formula–E-es eredménysorozata
| Év              | Modell                         | Gumi | #  | Versenyzők        | 1   | 2   | 3   | 4   | 5    | 6   | 7   | 8   | 9   | 10  | 11  | 12  | 13  | 14  | 15  | 16  | Pont | Helyezés |
| --------------- | ------------------------------ | ---- | -- | ----------------- | --- | --- | --- | --- | ---- | --- | --- | --- | --- | --- | --- | --- | --- | --- | --- | --- | ---- | -------- |
| 2014–15         | Spark–Renault SRT 01E          | M    |    |                   | BEI | PUT | PDE | BUE | MIA  | LBH | MON | BER | MOS | LON | LON |     |     |     |     |     | 133  | 5.       |
| 2014–15         | Spark–Renault SRT 01E          | M    | 2  | Sam Bird          | 3   | 1   | Ki  | 7   | 8    | Ki° | 4   | 8   | Ki  | 6   | 1   |     |     |     |     |     | 133  | 5.       |
| 2014–15         | Spark–Renault SRT 01E          | M    | 3  | Jaime Alguersuari | 11  | 9   | 5   | 4   | 11   | 8   | Ki  | 12  | 13  |     |     |     |     |     |     |     | 133  | 5.       |
| 2014–15         | Spark–Renault SRT 01E          | M    | 3  | Fabio Leimer      |     |     |     |     |      |     |     |     |     | 14  | Ki  |     |     |     |     |     | 133  | 5.       |
| 2015–16         | Spark–Citroën Virgin DSV-01    | M    |    |                   | BEI | PUT | PDE | BUE | MEX  | LBH | PAR | BER | LON | LON |     |     |     |     |     |     | 144  | 3.       |
| 2015–16         | Spark–Citroën Virgin DSV-01    | M    | 2  | Sam Bird          | 7°  | 2   | Ki° | 1°  | 6    | 6   | 6   | 11  | 7   | Ki  |     |     |     |     |     |     | 144  | 3.       |
| 2015–16         | Spark–Citroën Virgin DSV-01    | M    | 25 | Jean-Éric Vergne  | 12  | Ki  | 7°  | 11° | 16†° | 13  | 2°  | 5   | 3   | 8   |     |     |     |     |     |     | 144  | 3.       |
| 2016–17         | Spark–Citroën Virgin DSV-02    | M    |    |                   | HKG | MAR | BUE | MEX | MON  | PAR | BER | BER | NYC | NYC | MNT | MNT |     |     |     |     | 190  | 4.       |
| 2016–17         | Spark–Citroën Virgin DSV-02    | M    | 2  | Sam Bird          | 13  | 2   | Ki  | 3   | Ki   | 16  | 7   | 7   | 1   | 1   | 5   | 4   |     |     |     |     | 190  | 4.       |
| 2016–17         | Spark–Citroën Virgin DSV-02    | M    | 37 | José María López  | Ki° | 10  | 10  | 6   | Ki   | 2   | 4   | 5   |     |     | Ki  | 3   |     |     |     |     | 190  | 4.       |
| 2016–17         | Spark–Citroën Virgin DSV-02    | M    | 37 | Alex Lynn         |     |     |     |     |      |     |     |     | Ki  | Ki  |     |     |     |     |     |     | 190  | 4.       |
| 2017–18         | Spark–Citroën Virgin DSV-03    | M    |    |                   | HKG | HKG | MAR | SAN | MEX  | PDE | ROM | PAR | BER | ZÜR | NYC | NYC |     |     |     |     | 160  | 3.       |
| 2017–18         | Spark–Citroën Virgin DSV-03    | M    | 2  | Sam Bird          | 1   | 5   | 3   | 5   | Ki   | 3   | 1   | 3   | 7   | 2   | 9   | 10  |     |     |     |     | 160  | 3.       |
| 2017–18         | Spark–Citroën Virgin DSV-03    | M    | 36 | Alex Lynn         | 8   | 9   | 10  | Ki  | 10   | 6   | Ki  | 14  | 16  | 16  | Ki  | 14  |     |     |     |     | 160  | 3.       |
| 2018–19         | Spark–Audi e-Tron FE05         | M    |    |                   | ADR | MAR | SAN | MEX | HKG  | SNY | ROM | PAR | MON | BER | BRN | NYC | NYC |     |     |     | 191  | 3.       |
| 2018–19         | Spark–Audi e-Tron FE05         | M    | 2  | Sam Bird          | 11  | 3   | 1   | 9   | 6    | Ki  | 11  | 11  | 16† | 9   | 4   | 8   | 4   |     |     |     | 191  | 3.       |
| 2018–19         | Spark–Audi e-Tron FE05         | M    | 4  | Robin Frijns      | 12  | 2   | 5   | 11  | 3    | 11  | 4   | 1   | 17† | 13  | Ki  | Ki  | 1   |     |     |     | 191  | 3.       |
| 2019–20         | Spark–Audi e-Tron FE06         | M    |    |                   | ADR | ADR | SAN | MEX | MAR  | BER | BER | BER | BER | BER | BER |     |     |     |     |     | 4.   | 121      |
| 2019–20         | Spark–Audi e-Tron FE06         | M    | 2  | Sam Bird          | 1G  | Ki  | 10  | Ki  | 10   | 3   | 6   | 13  | 11  | 20  | 5   |     |     |     |     |     | 4.   | 121      |
| 2019–20         | Spark–Audi e-Tron FE06         | M    | 4  | Robin Frijns      | 5   | Ki  | 15  | Kiz | 12   | Ki  | 4   | 2   | Ni  | 2   | Ki  |     |     |     |     |     | 4.   | 121      |
| 2020–21         | Spark–Audi e-Tron FE07         | M    |    |                   | DIR | DIR | ROM | ROM | VAL  | VAL | MON | MEX | MEX | NYC | NYC | LON | LON | BER | BER |     | 165  | 5.       |
| 2020–21         | Spark–Audi e-Tron FE07         | M    | 4  | Robin Frijns      | 17  | 2G  | 4   | 18  | 6    | 19  | 2G  | 16  | 11  | 5   | 8   | 13  | 4   | 15  | 12  |     | 165  | 5.       |
| 2020–21         | Spark–Audi e-Tron FE07         | M    | 37 | Nick Cassidy      | 19  | 14  | 15  | Ki  | 4    | 13  | 8   | Ki  | 2   | 4   | 2   | 11  | 7   | 14  | 17  |     | 165  | 5.       |
| Envision Racing |                                |      |    |                   |     |     |     |     |      |     |     |     |     |     |     |     |     |     |     |     |      |          |
| 2021–22         | Spark–Audi e-tron FE07         | M    |    |                   | DIR | DIR | MEX | ROM | ROM  | MON | BER | BER | JAK | MAR | NYC | NYC | LON | LON | SEO | SEO | 194  | 5.       |
| 2021–22         | Spark–Audi e-tron FE07         | M    | 4  | Robin Frijns      | 16  | 2   | 7   | 2   | 3    | 4   | 12  | 5   | 17  | 18  | 3   | 6   | 16  | 7   | 8   | 4   | 194  | 5.       |
| 2021–22         | Spark–Audi e-tron FE07         | M    | 37 | Nick Cassidy      | 7   | 16  | 13  | 9   | Ki   | 7   | Ki  | 21  | 16  | 13  | 1   | 15  | 3   | Ki  | 10  | 8   | 194  | 5.       |
| 2022–23         | Formula E Gen3–Jaguar I-Type 6 | H    |    |                   | MEX | DIR | DIR | HAI | FOK  | SAP | BER | BER | MON | JAK | JAK | POR | ROM | ROM | LON | LON | 304  | 1.       |
| 2022–23         | Formula E Gen3–Jaguar I-Type 6 | H    | 16 | Sébastien Buemi   | 6   | 4   | 6   | 15  | 5    | 10  | 4   | 20  | 8   | 20  | 10  | 5   | Ki  | 5   | 3   | 6   | 304  | 1.       |
| 2022–23         | Formula E Gen3–Jaguar I-Type 6 | H    | 37 | Nick Cassidy      | 9   | 6   | 13  | 2   | 3    | 2   | 5   | 1   | 1   | 7   | 18  | 1   | 2   | 14  | Ki  | 1   | 304  | 1.       |

* Folyamatban lévő szezon.
† Nem fejezte be a futamot, de rangsorolva lett, mert teljesítette a versenytáv 90%-át.
° FanBoost